# درخت ساقه‌ذرتی
دراسینا درمنسیس (نام علمی: Dracaena fragrans) نام یک گونه از تیره مارچوبگان است.